# Свети Илия (Антон)
„Свети Илия“ е православна църква на Софийската епархия на Българската православна църква, разположена в софийското село Антон.

## История
Църквата е построена в 1893 – 1895 година в центъра на селото от майстор Никола Германов от Смолско, строил храмове в района. Осветен е през 1897 година. В 2013 година е извършен ремонт.

## Архитектура
В архитектурно отношение църквата е широка трикорабна базилика. Трите кораба са разделени от осем дървени колони – две в олтарното пространство, четири в наоса и две, подпиращи женската църква. Размерите на храма са 18,75 m дължина, 7,70 m ширина и височина над 10 m. Външните стени са почти напълно от камък, като зидарията е около 75 cm. В западната част на храма по-късно е издигната камбанария.
В 1885 – 1905 година са изработени иконите на Иисус Христос, Света Богородица с Младенеца, Свети пророк Илия, Свети Йоан, Свети Григорий Богослов, Свети Архангел Михаил, Свети Димитър от майстори от Самоковската художествена школа. Иконостасът е изрисуван от Иванчо Неделев от село Макоцево. Изографисани са библейски сюжети от Стария и Новия завет.
Стенописите са изрисувани от дебърските майстори Христо Благоев и Серафим Михайлов, но по-късно са замазани. На едно от иконостасните подиконни табла при изображението на пророк Давид и пророк Исай има надпис „Х. Б. и С. М. Благоеви 1901 - 1903“.